# Звечай
45°23′ пн. ш. 15°26′ сх. д. / 45.39° пн. ш. 15.43° сх. д.
Звечай (хорв. Zvečaj) — населений пункт у Хорватії, у Карловацькій жупанії у складі міста Дуга Реса.

## Населення
Населення за даними перепису 2011 року становило 203 осіб.
Динаміка чисельності населення поселення: